# یواس‌اس فورد (ای‌ام-۲۸)
یواس‌اس فورد (ای‌ام-۲۸) (به انگلیسی: USS Falcon (AM-28)) یک زیردریایی بود که طول آن ۱۸۷ فوت ۱۰ اینچ (۵۷٫۲۵ متر) بود. این زیردریایی در سال ۱۹۱۸ ساخته شد.